# Mosze Grossman
Mosze Grossman, ps. Godlman, F. Grim, Karl Grim, L. Anglister, P. Amster, M. Giml, M. Ben-Yankev, Y. Shabes, M. Fazant, Leye, M. Rozes, M. Flint i Moyshe Yisroeli (hebr. משה גרוסמן, ur. 3 kwietnia 1904 w Kurowie, zm. 27 września 1961 w Tel Awiwie) – polski i izraelski pisarz i dziennikarz, piszący w jidysz.

## Życiorys
W 1910 zamieszkał wraz z rodzicami w Warszawie, gdzie uczył się w jesziwie. Podczas pierwszej wojny światowej, w związku z biedą, Grossmanowie wrócili do Kurowa, gdzie od około 1918 roku udzielał prywatnych lekcji jidysz, rosyjskiego i księgowości. Zaczął publikować w wieku 14 lat, zaczynając od krótkich, humorystycznych artykułów w magazynie Boncze Abrahama Rozenfelda-Boncze. W 1920 zamieszkał w Warszawie, gdzie pracował jako uliczny sprzedawca i robotnik. W 1921 dołączył do „Jugend” – młodzieżówki Poalej Syjon. W 1923 opublikował swoje pierwsze opowiadanie „Brokhe un klole” (pol. Błogosławieństwo i przekleństwo) w Wełt-Szpigel (pol. Zwierciadło świata) w Warszawie pod redakcją Awroma Lejba Jakubowicza. W późniejszych latach publikował także w: Jugnt fon (pol. Sztandar młodzieży), Literarisze bleter, Wochen szrift (pol. Pisma tygodniowe), Farmest (pol. Wyzwanie), Frajnd (pol. Przyjaciel) i Hajnt w Warszawie; Jidisze bilder (pol. Obrazy żydowskie) w Rydze i Warszawie; Arbeter cajtung (pol. Gazeta robotnicza) w Warszawie i Łodzi. Ponadto pracował w sekretariacie warszawskiego związku artystów, był pracownikiem wydawnictwa syjonistycznego „Labor”, sekretarzem sekcji młodzieżowej związku pracowników, a w latach 1925–1939, pracował w administracji gazety Hajnt w Warszawie.
Podczas II wojny światowej, w październiku 1939 szukał schronienia w Związku Radzieckim. Tam jednak został aresztowany i torturowany przez władze sowieckie oraz zesłany do łagru. Po zakończeniu wojny zamieszkał w Łodzi, gdzie do 1946 publikował na łamach Dos Naje Lebn oraz był redaktorem Arbeter Cajtung (pol. Gazeta Robotnicza) i Jidisze Szriftn. Wyjechawszy z Polski pod koniec 1946, przebywał przez rok w Szwecji, a następnie wyemigrował w 1947 do Paryża. Tam był założycielem i jednym z liderów stowarzyszenia polskich Żydów w Paryżu, stowarzyszenia pisarzy uchodźców i jidyszowego PEN clubu. Współpracował z paryską prasą żydowską, w tym: Unzer Sztyme (pol. Nasz głos), Unzer Wort (pol. Nasze słowo) i Kiem (pol. Istnienie). Ponadto był korespondentem gazet: Tsukunft (Przyszłość) i The Forward w Nowym Jorku; Folksblat (pol. Gazeta Ludowa) w Urugwaju; Neue Jüdische Zeitung (pol. Nowa żydowska gazeta) w Monachium; Dawar, Hador i Hatsofe w Tel Awiwie. W 1948 Grosman był delegatem na Światowy Kongres Kultury Żydowskiej w Nowym Jorku. W 1950 dokonał alii do Tel Awiwu.
W Izraelu pracował w prasie jidysz i hebrajskiej. W latach 1951–1953 współredagował tygodnik Mapai Dos vort (Słowo) oraz dwutygodnik ilustrowany Jidisze bilder (Tel Awiw, 1951–1952). Od 1956 wydawał i redagował w Tel Awiwie miesięcznik Heymish (Mój dom), na łamach którego publikował swoje prace literackie oraz informacje dotyczące jidyszowego życia kulturalnego i literackiego. W 1955 był redaktorem wydanej w Tel Awiwie Yizker-bukh koriv (Księga Pamiątkowa Kurowa).
Był autorem wielu powieści, w tym biograficznych nt. Karola Marksa (Karl Marks, bay zayn shvel, byografish montazh-roman, 1934) i Róży Luksemburg (Dervakhung, historisher roman, 1937) oraz autobiograficznej przetłumaczonej na język angielski i hebrajski In farkiszeftn land fun Dżugaszwili, majne zibn jor lebn in ratnfarband, 1939–1946 (1949, 1950). Wraz z Binemem Hellerem dokonał tłumaczenia Doktor Żywago na jidysz, wydanego w 1959 w Tel Awiwie.

## Publikacje
- Flamen un roykh, roman fun an arbeter-svive (pol. Płomienie i dym, powieść ze środowiska robotniczego), Warszawa 1931,
- Hamer af harfe (pol. Młot na harfę), Warszawa, 1934,
- Karl marks, bay zayn shvel, byografish montazh-roman (pol. Karl Marks, u progu, powieść biograficzna), wyd. I, Warszawa, 1934, wyd. II, Warszawa: Farlag M. Rakovski, 1936; tłumaczenie polskie, Warszawa 1935
- Dervakhung, historisher roman (pol. Przebudzenie, powieść historyczna), Warszawa: Farlag literarishe bleter, 1937 – powieść biograficzna o życiu Róży Luksemburg
- In farkiszeftn land fun Dżugaszwili, majne zibn jor lebn in ratnfarband, 1939–1946, (pol. W zaczarowanej krainie legendarnego Dżugaszwilego. Moje siedem lat życia w Związku Radzieckim: 1939–1946), tom I i II, wyd. I, Paryż, 1949, wyd. II Paryż, 1950. Ukazała się w języku angielskim jako: In the Enchanted Land. My Seven Years in Soviet Russia, Tel Awiw, 1960, zaś w hebrajskim jako: Baarets haagadit hakeshufa, sheva shenot ḥayim biverit hamoatsot, tom I, Tel Awiw, 1950; tom 2, Tel Awiw, 1951.
- Heymishe geshtaltn: reportazhn, portretn, dertseylungen, minyaturn (Znane obrazy: reportaże, portrety, opowiadania, miniatury), Tel Awiw, 1953,
- Der vide fun a revolutsyoner, politisher roman (pol. Wyznania rewolucjonisty, powieść polityczna),Tel Awiw, 1955
- Fun noentn over (pol. Z niedawnej przeszłości), Nowy Jork: World Jewish Culture Congress, 1956 – monografia dotyczącej dziennika „Hajnt”
- Shtoyb un eybikeyt (pol. Proch i wieczność), Tel Awiw: Bukh-komitet, 1970 (pośmiertnie).

## Tłumaczenia
- Borisa Pasternak, Doktor Żywago, Tel Awiw: Menora 1959 – tłumaczenie Mosze Grossman i Binem Heller[3][4]